# Жизнь (журнал, 1897—1901)
«Жизнь» — литературно-политический журнал. Выходил с 1897 году в Санкт-Петербурге сначала тремя книжками в месяц, а с марта 1899 года ежемесячно. Ответственным редактором-издателем был сначала С. В. Воейков, затем Д. М. Остафьев и М. С. Ермолаев. С конца 1898 года фактическим редактором журнала был В. А. Поссе, при котором «Жизнь» стала главным органом марксизма и новых литературных сил, не чуждаясь при этом символизма и ницшеанства.  Журнал указывают отражавшим взгляды легальных марксистов.
Здесь были напечатаны: произведения Горького («Фома Гордеев», «Трое», «Песня о Буревестнике» и др.), ряд повестей Вересаева, Чирикова, Фёдорова, Леонида Андреева, «В овраге» Чехова, стихотворения Тана, Бальмонта и др. В журнале печатались А. Серафимович, Скиталец, И. А. Бунин, Н. Гарин-Михайловский, Г. А. Эйнерлинг.
В научно-общественном отделе появлялись статьи М. И. Туган-Барановского, П. Б. Струве, Нежданова, Ленина (под псевдонимом В. Ильин) («Капитализм в сельском хозяйстве (О книге Каутского и о статье г. Булгакова)» и «Ответ г. П. Нежданову»), П. Маслова, Каутского, Вандервельде, Зомбарта и др. На страницах «Жизни» была напечатана работа К. Маркса «Заработная плата, цена и прибыль».
Главным критиком журнала был Андреевич (Евг. Соловьёв). «Жизнь» имела особый художественный отдел под редакцией П. Н. Ге и давала снимки с картин и портреты. Очень мало распространённый вначале, журнал с оживлением редакции быстро достиг большого успеха и имел до 15000 подписчиков.
В мае 1901 года и ответственный, и фактический редактор были арестованы, а внутренний обозреватель А. А. Никонов выслан из Санкт-Петербурга. То, что «Жизнь» особенно читалась молодёжью и интеллигентными рабочими, было поставлено журналу в вину, хотя все статьи его проходили через предварительную цензуру. В июне 1901 года «Жизнь», по постановлению 4 министров, была закрыта навсегда за «вредное» направление.
Позднее «Жизнь» выходила некоторое время за границей, являясь органом русской социал-демократии. За границей в Лондоне и Женеве было выпущено шесть книг журнала, двенадцать номеров «Листка „Жизни“» и был издан ряд отдельных изданий «Библиотеки „Жизни“». В декабре 1902 года группа была распущена, издательство ликвидировано.

## электронные издания томов журнала
- Полное собрание выпусков «Жизни » за 1897-1901гг. в Российской Национальной библиотеке (РНБ)